# 比利時語言立法
| 荷兰语               |  | 法语             |
| 德语                 |  | 法語及荷蘭語     |
| 社群:                |  | 大區:            |
| 弗拉芒社群           |  | 弗拉芒大区       |
| 弗拉芒社群与法语社群 |  | 布鲁塞尔首都大区 |
| 法语社群             |  | 瓦隆大区         |
| 德语社群             |  | 瓦隆大区         |

本文主要介紹比利時的官方语言發展歷史。

## 1830年：獨立初期
19世紀30年代比利時爆發比利時獨立運動，其中一個重要因素是由於荷蘭聯合王國在南部省份强制推行荷蘭語。 社會分裂為兩大群體：希望在官方層次上更多使用荷蘭語的弗拉芒居民，以及操法語的貴族之間開始發生衝突。
雖然比利時憲法規定“語言自由”，但是實際上，政府機構例如法院等，都由使用法語的上層階層所把持，因此政府語言亦多為法語。 這種語言的區別對待使比利時北部的弗拉芒居民，以及阿爾隆附近的德語或盧森堡語居民相當失勢，因為比利時當時的教育媒介僅為法語， 北部的荷蘭語部分被一定程度排除在國家之外。 其中比較著名的例子是1860年兩個弗拉芒勞工，扬·库克（Jan Coucke）和彼得·胡塔尔斯（Pieter Goethals）因為涉嫌謀殺一名寡婦而被法院判以死刑，兩人完全聽不懂法庭上的任何一句話。 在兩人被處刑後，法院才發現這其實是一宗冤假錯案。
弗拉芒獨立運動於是開始尋求政府通過立法把荷蘭語亦列為國家的官方語言。

## 1873年：第一部語言法律
1873年比利时第一次對行政語言使用進行法律表决。政府當時可能受到公眾不斷增長的不滿情緒所影響，尤其是1872年的约瑟夫·斯胡普（Jozef Schoep）案。該案主人公因為不願意在莫倫貝克的市政辦事處中用法語登記其兒子的出生證明，而遭罰款50法郎，但是约瑟夫卻拒絕支付這筆罰款，轉而向比利時高等法院上訴。 該案以及其他大大小小的類似案件激發了公眾對國家語言的討論。在爱德华·科勒曼斯的支持下，比利時通過了第一部語言法律，規定弗拉芒大區的法院語言為荷蘭語。
荷蘭語就此成為了弗拉芒大區的主要語言，但是口頭證詞以及刑事控訴依然可以使用法語。

## 1878年：第二部語言法律
第二部語言法律在1878年實行。該法規定了弗拉芒大區以及布魯塞爾的行政語言。政府於兩地對公眾發出的公告必須使用荷蘭語或者法語—荷蘭語雙語。除非涉事人主動要求使用法語，否則市政機構及市民間的首要通訊語言規定為荷蘭語， 但是現實中，該法律在日常生活難以被貫徹實行——弗拉芒地區的居民依然發現他們仍需以法語與當地行政機構溝通，因為大多數公務員都只講法語， 或者乾脆直接拒絕使用荷蘭語。

## 1883年：第三部語言法律
直至1883年，比利時的中學完全使用法語作為教育媒介。議會對第三部語言法律進行投標，以試圖在比利時建立雙語教育體系。

## 1898年：語言平等法
1898年，比利時嘗試推出語言平等法，該法規定，荷蘭語和法語皆為比利時的官方語言，兩者地位平等。但是比利時的法語議員依然不願意使用荷蘭語，或荷蘭語水平不足。但是在北部情況卻截然不同，因為原則上所有荷蘭語居民都必須學習法語。
儘管如此，基於公眾壓力，該法最終仍獲通過。該法之所以能成功通過很大程度基於兩點因素：一，選舉權的擴大，所有年滿25歲的男性國民都有選舉權，於是弗拉芒居民的票數亦大為增加；其二，1893年開始比利時允許複數投票，使得部分選民可以投票給一位以上的候選人。

## 1921年：建立雙語國家
但是語言政策上的分歧依然存在。一些瓦隆地區的法語居民擔心如此下去，比利時會最終變成一個法語-荷蘭語雙語國家。故國內開始有呼聲建議比利時設立不同的語言區，各區實施不同的語言政策，以保護瓦隆地區的法語文化，同時避免該地區的公務員會在未來被要求參加荷蘭語考試。
比利時此時面臨兩個選擇：比利時是否應該成為一個雙語國家，還是在國內建立兩個分離的語言社群？其時有兩個原則影響著比利時的語言政策走勢：
- 個人原則：所有公民，無論居住在何處，都有權使用任何一種比利時認定的語言與政府機構溝通。
- 属地原则：每一個語言社群都有其清晰的界限。這意味著每一個語言社群僅使用其認定的官方語言作為政府機構溝通語言。[10]

1921年，比利時政府決定採用屬地原則。隨後1932年以及1962年分別通過的兩部標誌性法律都鞏固了這個原則。
語言社群的劃分基於各地區多數人的語言。1932年通過的一部法律規定，比利時必須每10年舉行一次針對語言的人口普查。市政機構的行政語言需根據人口普查的結果而調整。
同時政府也採用另外一個更加靈活的辦法：若果一個社群的少數語言族群占當地人口30%或以上，那麼該少數語言族群依然有權要求政府繼續提供母語服務。

## 1962年：設立語言社區以及對應機構
1962年的法律規定了每個市所對屬的語言區域。每個市都只能屬於以下4個語言區域之一：荷兰语、法語、德语以及布魯塞爾首都大區的雙語區。
自此之後，語言社群的改動都需通過修改法律才能實現，而相關語言法律的修改則必須經過當地多數族群的同意。同年，富伦市併入屬於弗拉芒社群的林堡省，而科米讷及穆斯克龙市則併入屬於法語社群的埃諾省。上述城市及其他一些城市繼續保留了針對少數族群語言的服務設施。
各市有義務為使用另外一種官方語言的少數族群市民提供母語服務。例如，如果有大於16位家長的要求，則學校需要提供另外一種教學媒介語言。
任何市政機構若要提供額外的多語服務，皆需經由有關人士主動提請要求。但是這在當時亦帶來了另外一個問題——少數族群是否需要每一個場合都單獨提出相關要求，還是只是需要單次提請就可以覆蓋往後全部有關場合。1997年，弗拉芒政府出台了彼得斯法令，規定所有居住在弗拉芒社群的法語少數族裔必須每個場合都單獨提出多語服務請求，否則都默認為荷蘭語。該法令曾一度引發政治危機，富倫市的居民擁堵市政府周邊抗議。
不小由法語社群向歐洲人權法院提起的訴訟都敗訴了。大量的機構（例如鲁汶天主教大学）獲政府准許轉變成雙語機構。

## 1970年：語言區域納入憲法
1970年，比利時的四個語言區域正式被納入憲法第四條。自此之後，每個市的語言區域歸屬問題都必須要通過額外的特殊法來定論。
同時，由於語言區域得以正式建立，弗拉芒語社群和法語社群都需要對其社群內的語言使用規範負責，其中包括行政、教育以及勞工關係等。

## 目前狀況
目前比利時境內的行政、教育、商界及軍隊語言都由法院決定。憲法中所寫明的語言自由依然不變，並且個人在私人場合的語言使用權力更是神聖不可侵犯。目前比利時的主要語言矛盾發生在首都布魯塞爾雙語區附近的荷蘭語城市。

### 鐵路信息

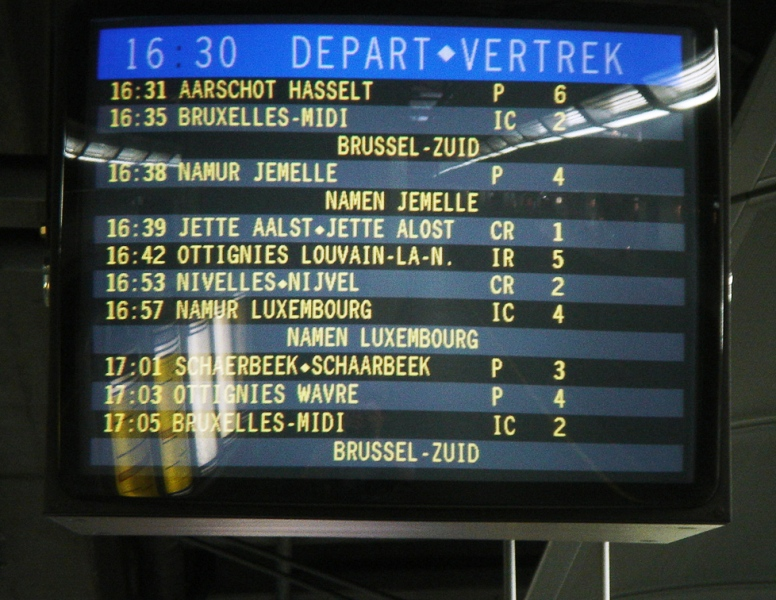
布魯塞爾火車站的雙語咨詢

比利時國家鐵路公司提供的語言服務，一般與列車所在的社群語言吻合。例如，一趟從安特卫普開往沙勒罗瓦的列車，當列車位於弗拉芒社群時候，車內及站台公告使用荷蘭語；當經過布魯塞爾時，則轉為法語—荷蘭語雙語；然後會短暫地再次經過弗拉芒社群最後到達瓦隆大區時，列車語言則變成純法語。奥伊彭市和黑根拉特市位於德語社群，當地的火車站台語言是德語和法語。比利時的火車語言系統需要乘客們熟悉自己終點站台的名字，不過車上的檢票員通常而言都能夠應付這種多語場合。
而在其他國際港口，例如布魯塞爾機場，機場的公告語言除了是法語和荷蘭語外，還加入了英語和德語。

### 道路標誌
與列車語言的情況一樣，道路標誌所使用的語言通常也只會使用當地語言，這同樣要求旅客熟知自己的終點和途徑所經地地方的名字。

## 參看
- 比利時行政區劃
- 比利時國家改革
- 布魯塞爾法語化